# Kummerowia
Kummerowia es un género de plantas con flores de la familia Fabaceae con dos especies. Antes era parte del género Lespedeza.

## Especies
- Kummerowia stipulacea (Maxim.) Makino
- Kummerowia striata (Thunb.) Schindl.